# Mesoraca
Mesoraca község (comune) Calabria régiójában, Crotone megyében.

## Fekvése
A megye déli részén fekszik. Határai: Belcastro, Cutro, Marcedusa, Petilia Policastro, Petronà, Roccabernarda, Taverna és Zagarise.

## Története
A települést az enotrik alapították Reatium néven. Az i. e. 5 században a Dél-Itáliában terjeszkedő görögök foglalták el. A rómaiak fennhatósága alatt Mesoreacium néven volt ismert. A 13. századtól a crotonei herceg birtoka volt. Önálló településsé a 19. század elején vált, amikor a Nápolyi Királyságban felszámolták a feudalizmust. 

## Népessége
A népesség számának alakulása:

## Főbb látnivalói
- Palazzo Stranges
- Palazzo Rossi
- Palazzo Grisolia
- Palazzo De Gratia
- Palazzo Alessio
- Madonna dell’Immacolata-templom
- San Michele Arcangelo-templom
- SS. Annunziata-templom